# محمدرضا ترابی

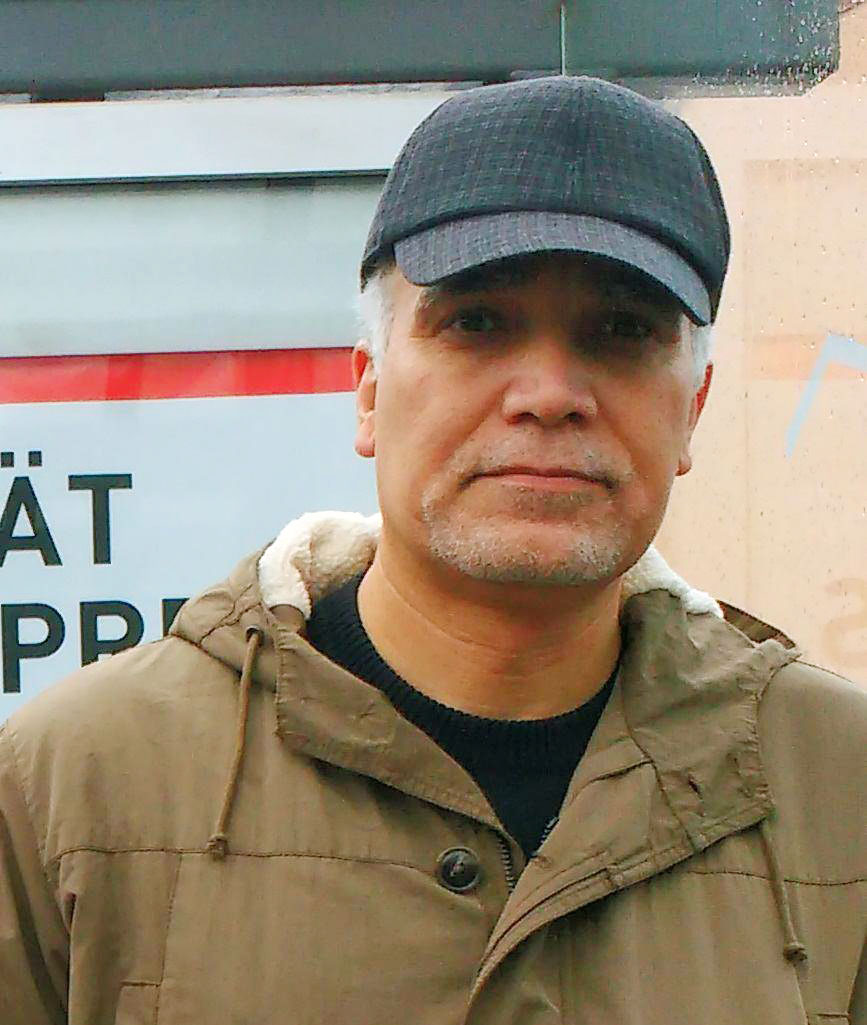
محمدرضا ترابی، بانی انجمن اسپرانتوی ایران و سازمان جوانان اسپرانتودان ایران

محمدرضا ترابی (زاده ۱۳۴۷)، اسپرانتودان ایرانی و از چهره‌های بنامِ جنبش جهانی اسپرانتو می‌باشد. وی نقش بسزایی در پیشبرد فعالیت‌های گروهی در جنبش اسپرانتوی ایران داشته و تأسیس سازمان جوانان اسپرانتودان ایران و انجمن اسپرانتوی ایران، نائب رئیسی سازمان جهانی جوانان اسپرانتودان و همچنین سردبیری نشریه پیام سبزاندیشان را نیز در کارنامه خود دارد. ترابی در دنیای اسپرانتو بیشتر با عنوان رِتو (ReTo) شناخته می‌شود.

## سالشمار فعالیت‌های اسپرانتویی
- ۱۳۶۲: آشنایی با زبان اسپرانتو از طریق آگهی مطبوعاتی در خصوص آموزش مکاتبه‌ای زبان بین‌المللی اسپرانتو
- ۱۳۷۱: عضویت در انجمن جهانی اسپرانتو
- ۱۳۷۲: پایه‌گذاری سازمان جوانان اسپرانتودان ایران
- از سال ۱۳۷۴ تا ۱۳۸۱: تدریس اسپرانتو در فرهنگ‌سراها و خانه‌های فرهنگ شهر تهران
- ۱۳۷۵: تأسیس مؤسسه غیرانتفاعی سبزاندیشان و برگزینش به‌عنوان مدیر عامل[۶]
- ۱۳۷۷: عضویت در کمیته مرکزی سازمان جهانی جوانان اسپرانتودان و برگزینش بعنوان جانشین رئیس[۷]
- ۱۳۷۸: ازدواج اسپرانتویی (ادزپرانتو) با فریبا نوری‌مجد
- ۱۳۷۹: عضویت در اتحادیه آموزگاران اسپرانتو
- ۱۳۸۰: ارائه طرح زبان سلام (آموزش اسپرانتو برای مهاجرین افغان) که با با پشتیبانی انجمن جهانی اسپرانتو در شهرهای مختلف ایران برای صدها نفر برگزار گردید. این پروژه بعدها در کشور افغانستان نیز مورد حمایت قرار گرفت.[۸][۹][۱۰]
- ۱۳۸۱: برگزینش بعنوان سردبیر فصل‌نامه پیام سبزاندیشان[۱۱]
- ۱۳۸۴: عضویت در کمیته آسیایی انجمن جهانی اسپرانتو[۱۲]
- ۱۳۸۵: عضویت در کمیته آزمون‌های بین‌المللی اسپرانتو و برگزینش بعنوان منشی کمیسیون[۱۳]